# Explosion de Bide Kaneh
L'explosion de l'arsenal Bidganeh est une grande explosion qui s'est produite vers 13 h 30, heure locale, le 12 novembre 2011 dans la base de missiles de la garnison Moddares en Iran,. Bien que survenue à 45 kilomètres à l'ouest de Téhéran, près de la localité de Bid Kaneh, le déflagration a été ressentie jusqu'au cœur de la capitale iranienne. Selon plusieurs sources, ce ne serait pas une, mais deux explosions qui auraient eu lieu. La première serait survenue sur la garnison Moadarres. La deuxième, encore plus importante, aurait eu lieu sur la garnison Amir al-Momenin. Dix-sept membres des gardes révolutionnaires ont été tués dans cet incident comprenant, le major-général Hassan Tehrani Moghaddam, l'acteur majeur du programme nucléaire iranien. Les fonctionnaires de la Garde révolutionnaire ont déclaré que l'accident s'est produit alors que le personnel militaire transportait des munitions.

## Hypothèse d'un sabotage
Selon un responsable occidental cité anonymement par le Time, l'explosion n'était pas un accident et il y aurait « plus de balles dans le chargeur », suggérant que l'explosion était délibérée et que d'autres similaires pourraient se produire à l'avenir. Interrogé au sujet de l'explosion, le ministre Israélien de la Défense, Ehud Barak, a répondu : « pourvu qu'il y'en ait d'autres ». 